# Synaphosus kakamega
Synaphosus kakamega Ovtsharenko, Levy & Platnick, 1994 è un ragno appartenente alla famiglia Gnaphosidae.

## Etimologia
Il nome della specie deriva dalla zona keniota di rinvenimento degli esemplari: la foresta di Kakamega.

## Caratteristiche
L'olotipo maschile rinvenuto ha lunghezza totale è di 3,30mm; la lunghezza del cefalotorace è di 1,22mm; e la larghezza è di 0,90mm.

## Distribuzione
La specie è stata reperita nel Kenya occidentale: l'olotipo maschile è stato rinvenuto a 1600 metri di altitudine nella foresta di Kakamega, nell'area di Kisieni o Kisii, appartenente alla provincia di Nyanza.

## Tassonomia
Al 2016 non sono note sottospecie e dal 1994 non sono stati esaminati nuovi esemplari.